# Musée Lapérouse
Le musée Lapérouse, un des sept musées de la ville d'Albi, est situé près du Pont-Vieux, à côté du Tarn. Il est consacré au navigateur Lapérouse et reçoit près de 12 000 visiteurs par an depuis 2010.

## Histoire et organisation[4]

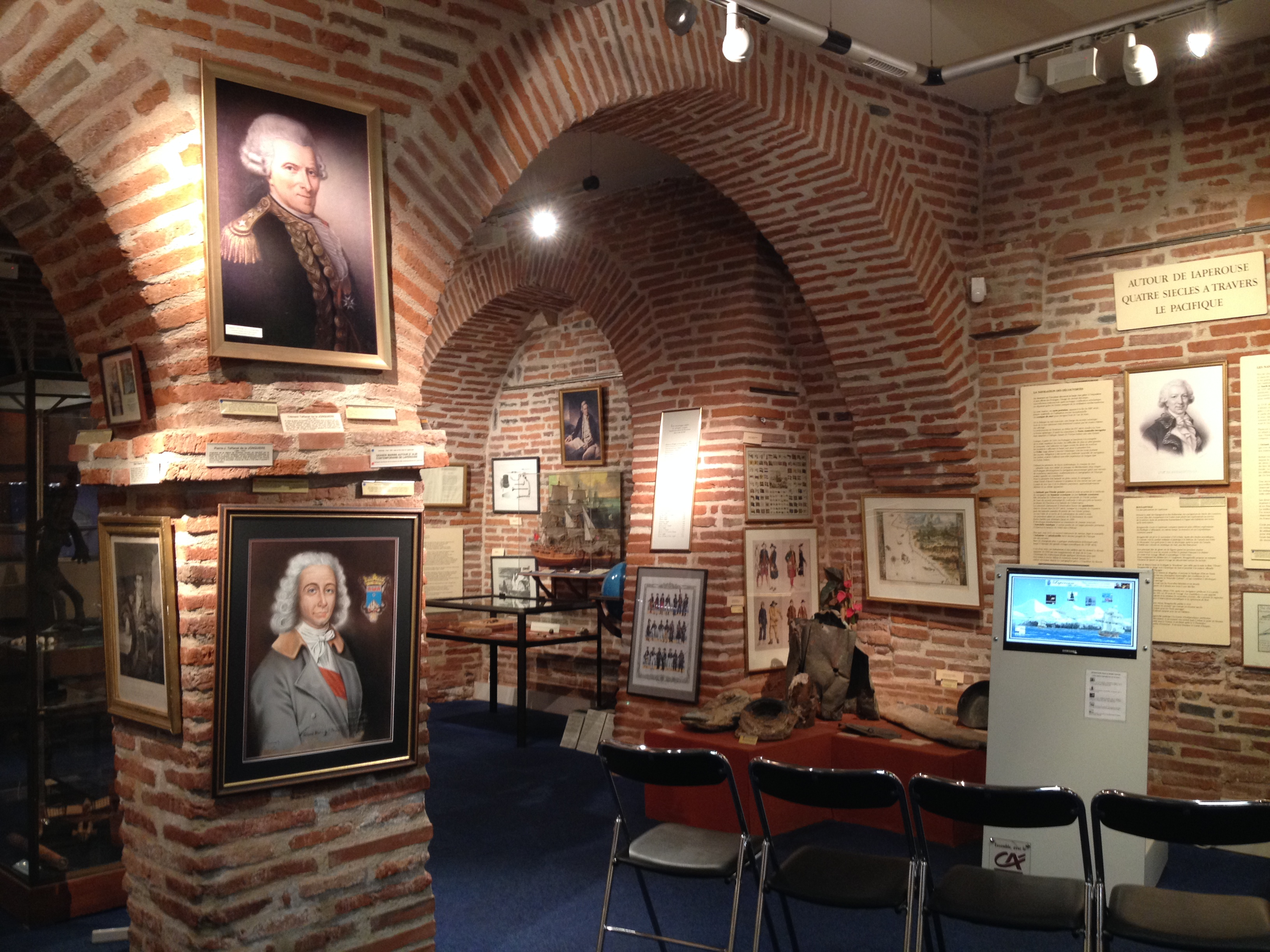
Intérieur du musée avec voûtes en brique rouge.

Implanté dans les anciens moulins albigeois, ce lieu a été restauré en 1986, avant que le musée soit créé en 1988 par la Mairie d'Albi et l’association Lapérouse Albi-France (alors présidée par l'ophtalmologiste Pierre Amalric). De manière simultanée, le musée est alors géré par cette association.
La fréquentation du musée n'étant pas très importante au départ (6 500 visiteurs en 1993) et ayant tendance à diminuer chaque année, un projet fut établi par la mairie et l'association pour faire connaître davantage le musée. Ainsi, par la mise en place d'au moins une exposition par an, l'organisation de rencontres , avec l'enrichissement du contenu du musée et l'organisation de visites pour les scolaires ainsi que d'animations pour les enfants le jeudi, une hausse de la fréquentation fut engendrée.

### Anciens présidents du musée et de l'association
- Pierre Amalric : de 1983 (création de l'association), puis 1988 (ouverture du musée) à 1997 ;
- Pierre Bérard : de 1997 à 2005[6] ;
- Marie-Christine Pestel : de 2005 à 2007[7].
- Henry Féral de 2008 à 2014

### Personnes actuellement responsables du musée et de l'association (automne 2014)[8]
- président : Jean-Marie Pestel ;
- trésorière : Marielle Millois

## Patrimoine

### Collections et origine
Le musée présente principalement l'histoire du navigateur albigeois Jean-François de La Pérouse, de son voyage (du début à la fin de son périple) et des expéditions scientifiques menées à Vanikoro depuis le naufrage. Secondairement, il évoque aussi sa famille, les grandes expéditions de la fin du XVIIIe siècle, les navigateurs qui l'ont précédé sur le Pacifique, les contemporains de son époque ainsi que les villes d'Albi et de Brest telles qu'elles étaient à son époque.
Au total, 640 pièces sont exposées au musée, dont différents éléments des navires de La Pérouse (La Boussole et l'Astrolabe) plus ou moins volumineux, ainsi que d'autres objets trouvés sur les lieux du naufrage et même sur le camp de Paiou. Avec également, diverses maquettes, tableaux, objets ayant appartenu à la famille de La Pérouse et bien d'autres. Ces œuvres proviennent de plusieurs sources dont des dons et des prêts, soit de particuliers, soit d'autres musées ou encore directement de l'association Salomon qui réalise les recherches scientifiques à Vanikoro et analyse les vestiges. Les panneaux documentaires affichés sont, quant à eux, la propriété de la Mairie d'Albi.
Les autres pièces provenant des fouilles scientifiques ont été transférées au Musée national de la Marine de Paris, au Musée national de la Marine de Brest, enfin 4 000 autres sont gardées au musée de l'Histoire maritime de la Nouvelle-Calédonie à Nouméa, annexé à l'association Salomon fondée par Alain Conan en 1981.
Les objets sont présentés de manière à susciter le questionnement du visiteur, comme une des meules à côté de la gravure représentant la vue du fond du port des français, où on voit un moulin à vent à l'arrière de l'Astrolabe.

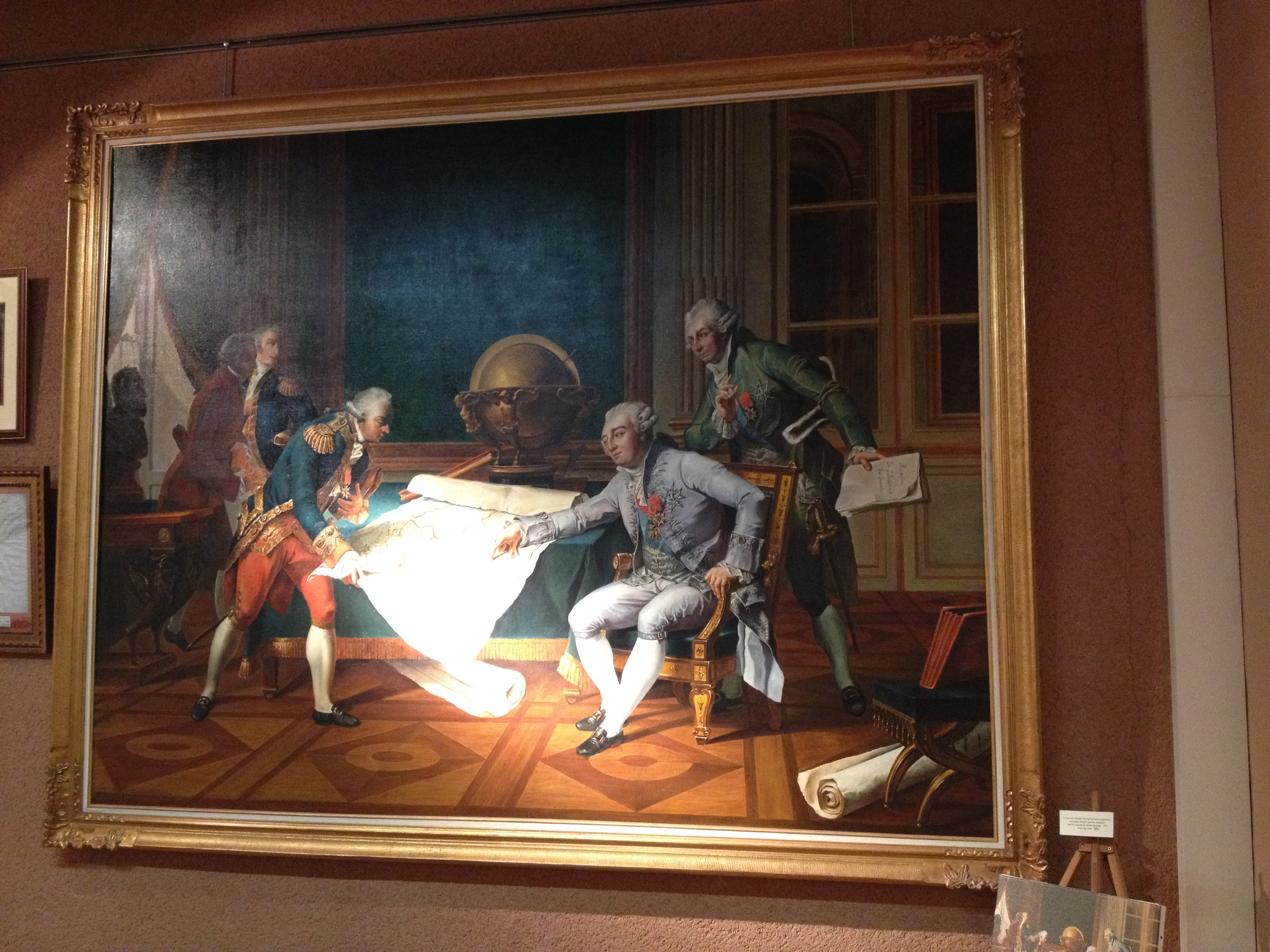
Tableau « Louis XVI donnant ses instructions à Lapérouse ».
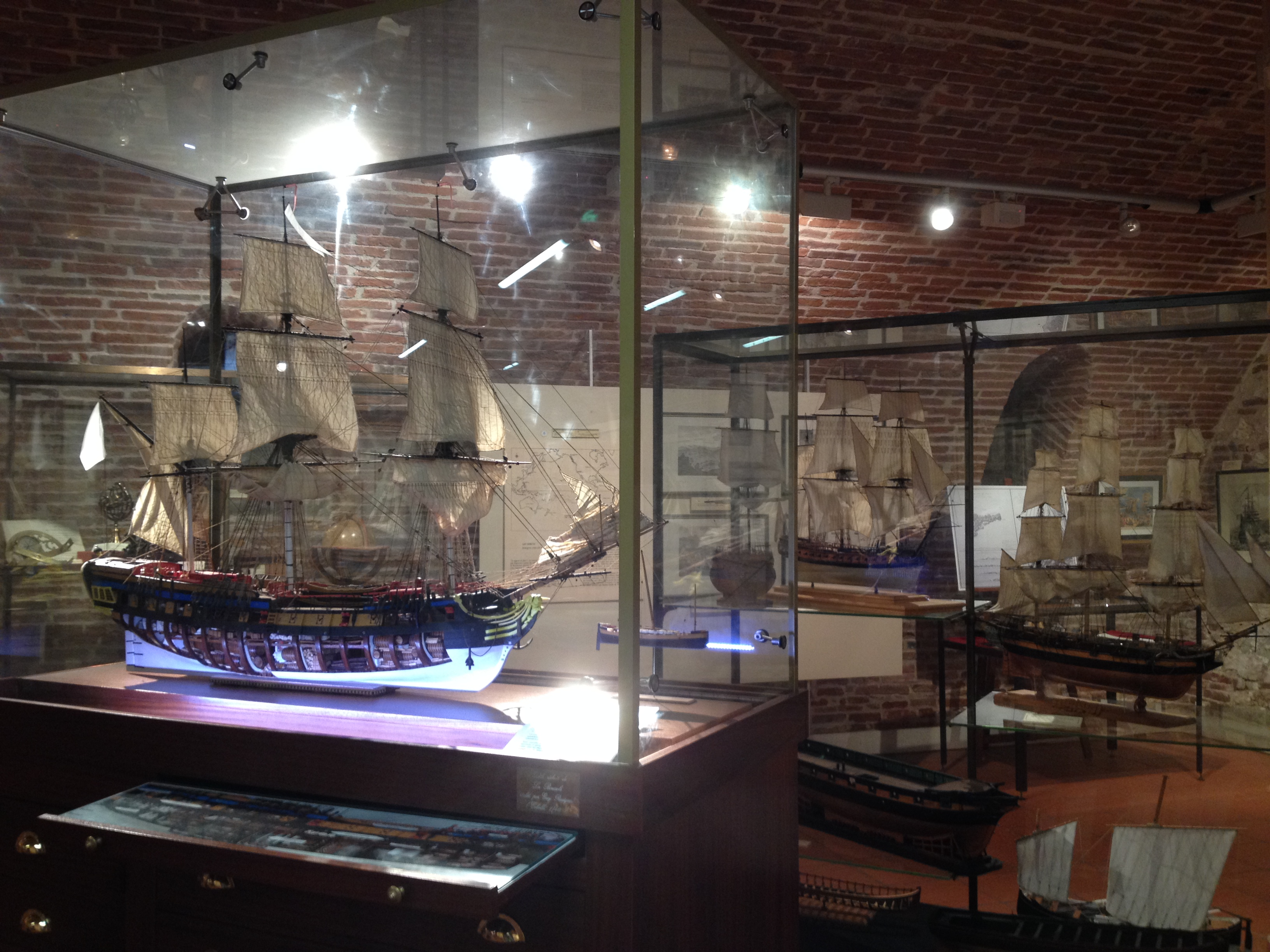
Maquette de la Boussole.
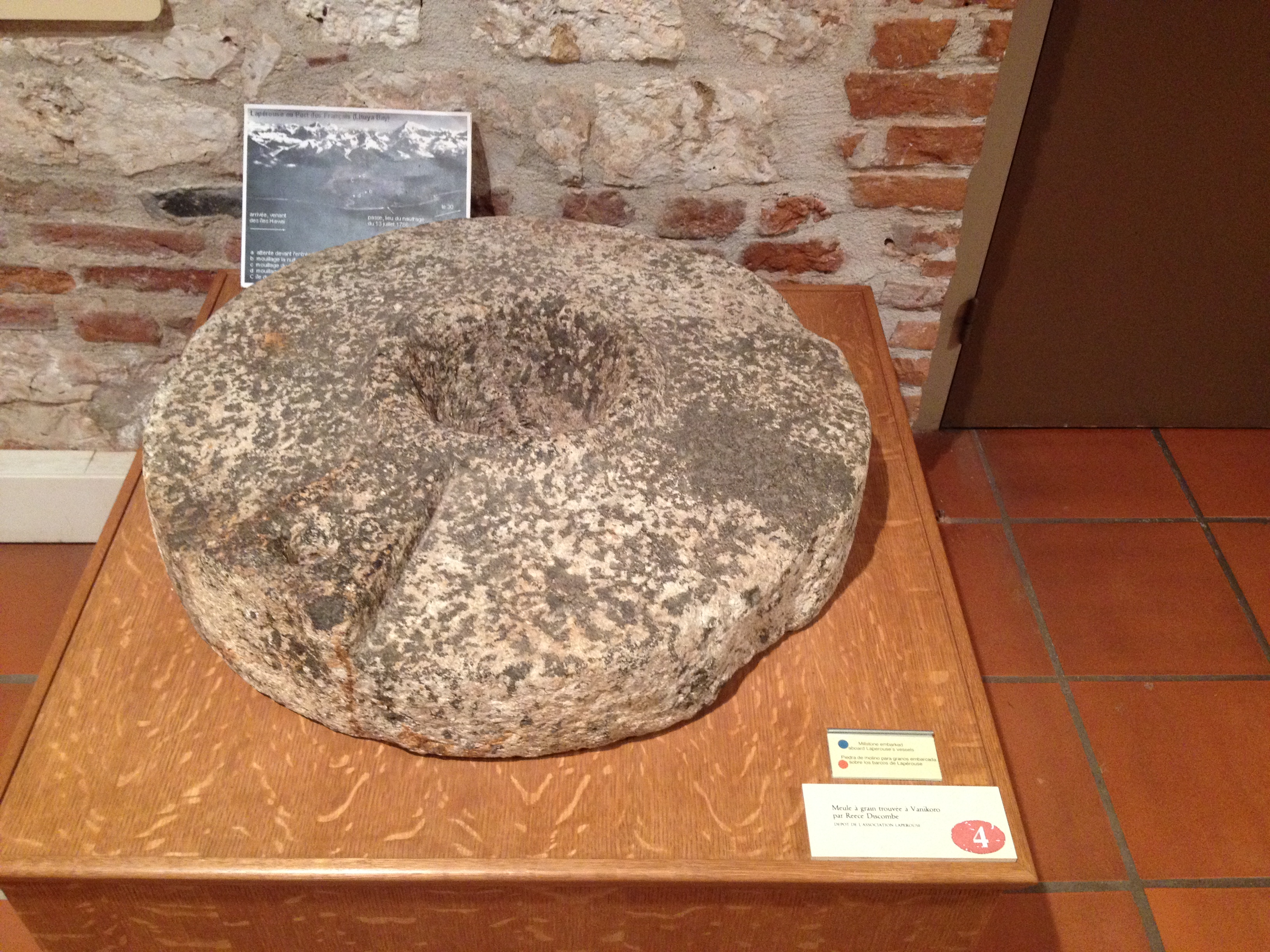
Meule à grains.
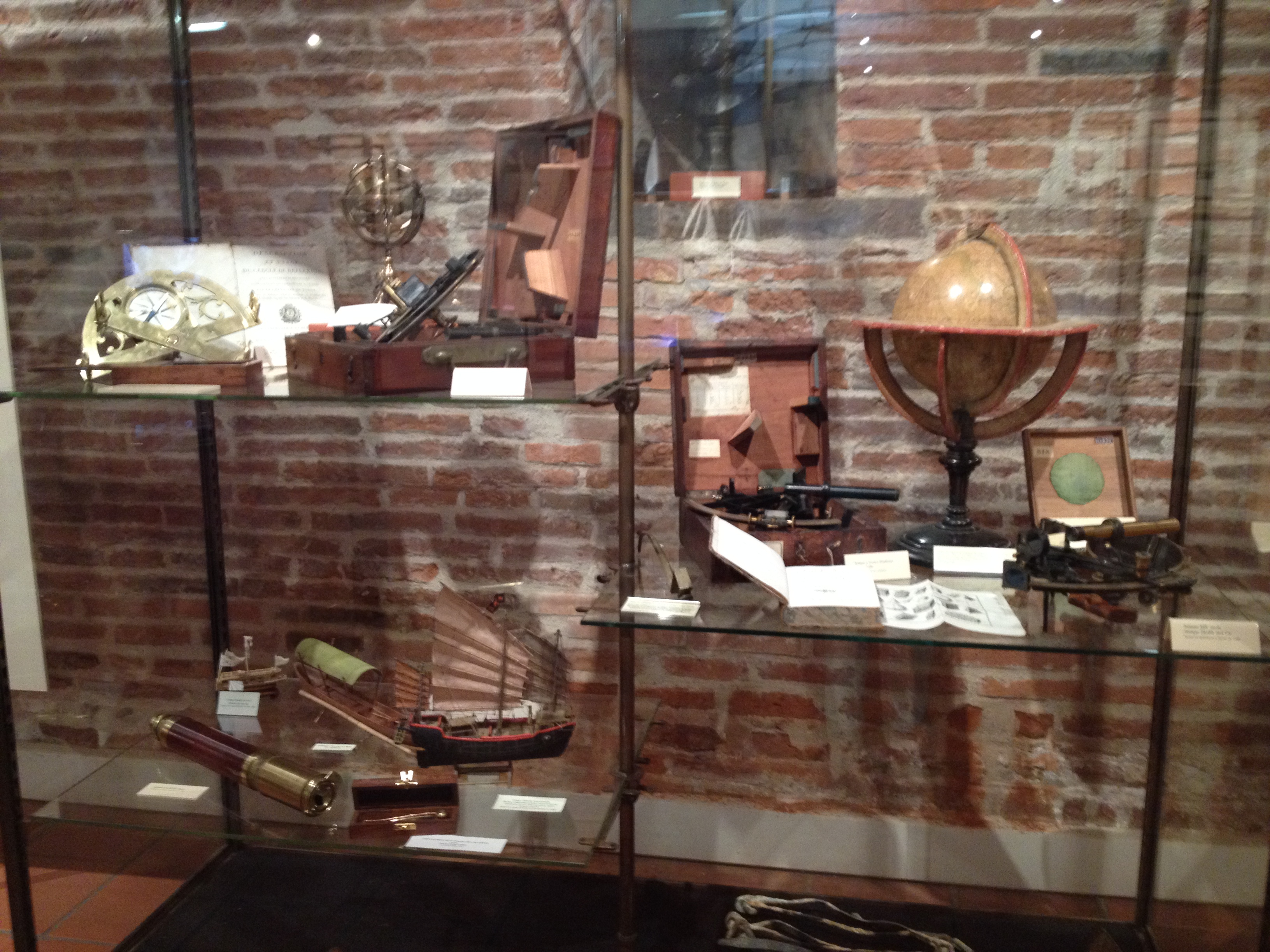
Instruments de navigation.
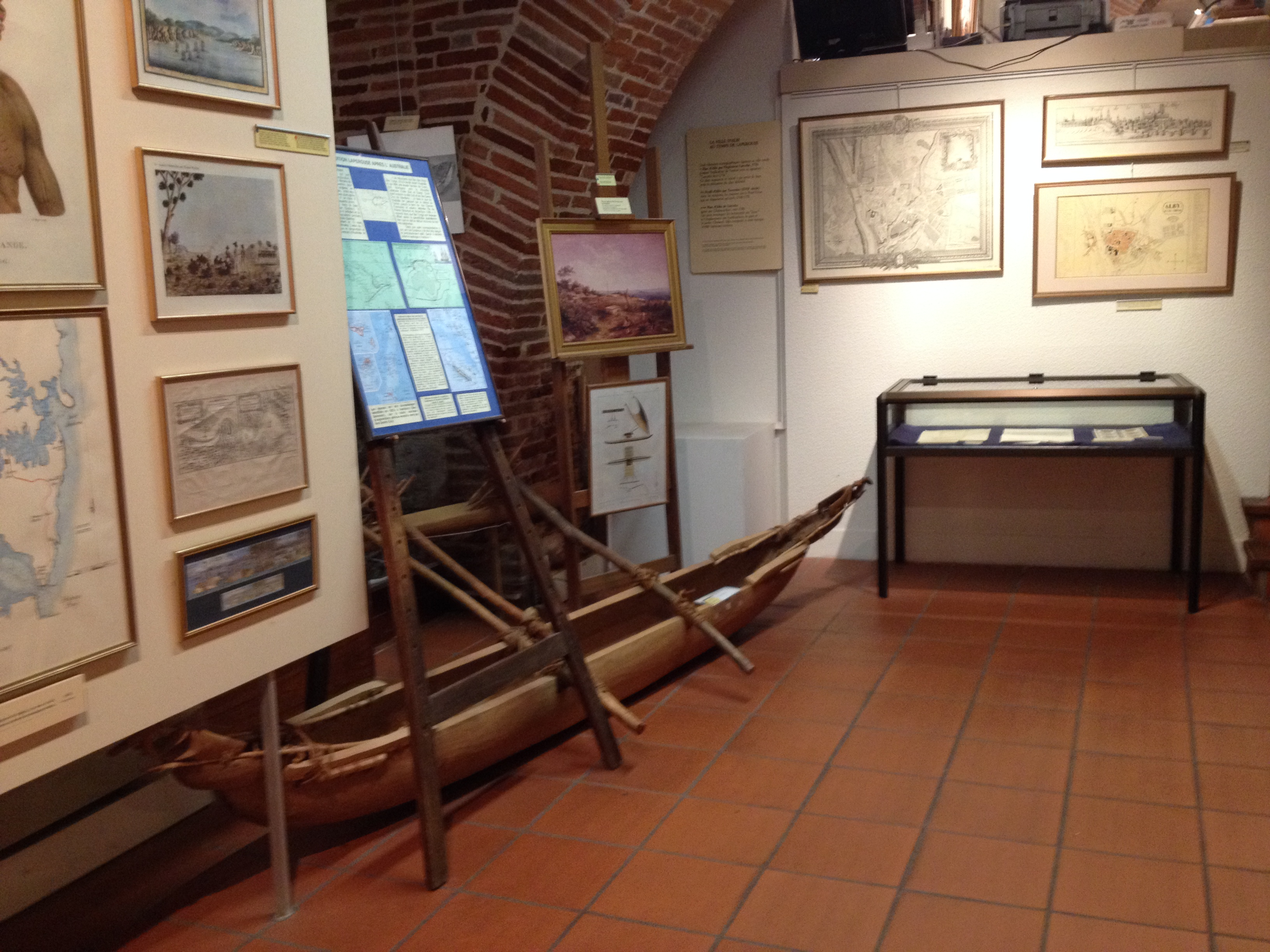
Pirogue du Vanuatu.
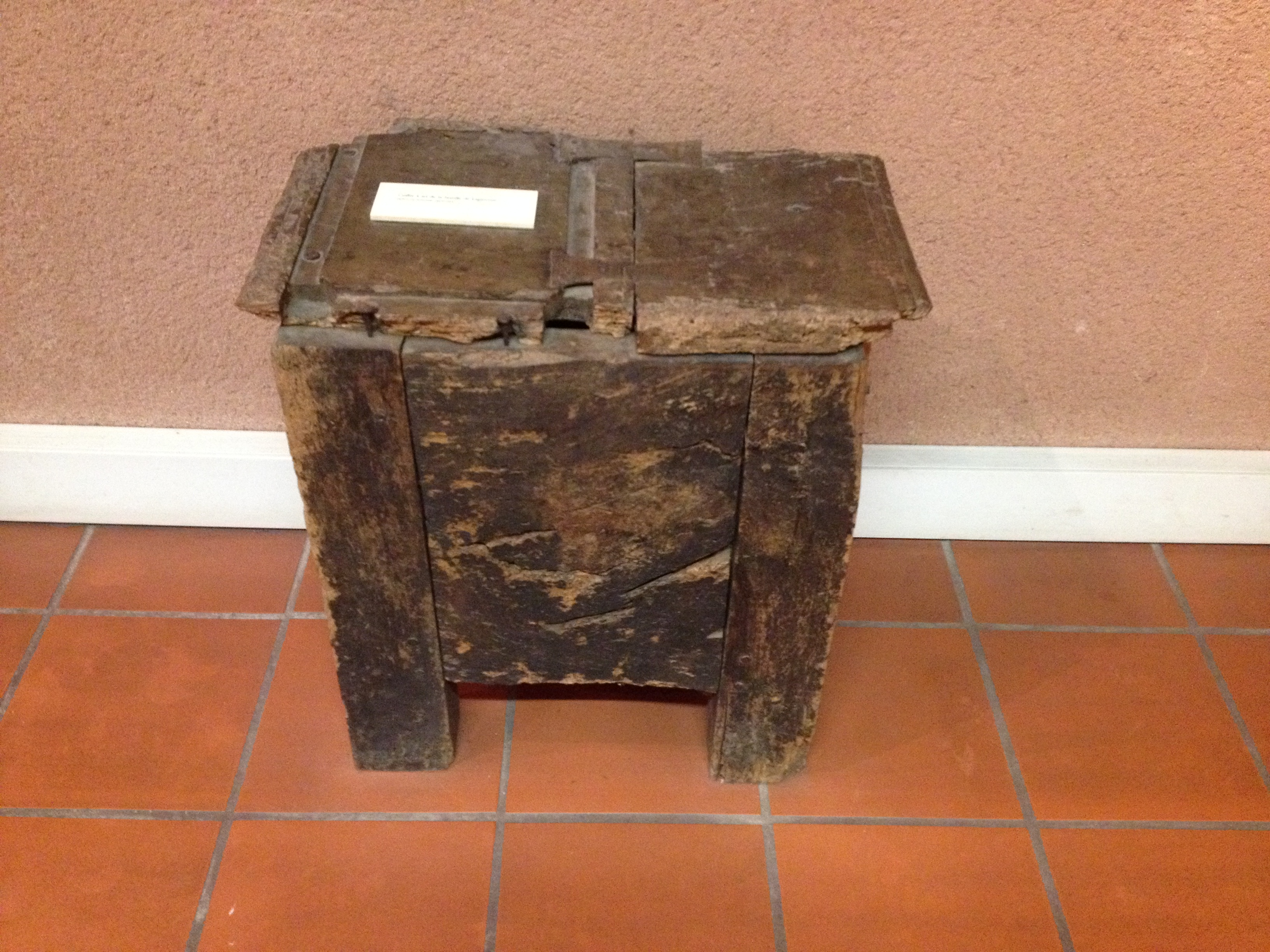
Coffre à sel de La Pérouse.
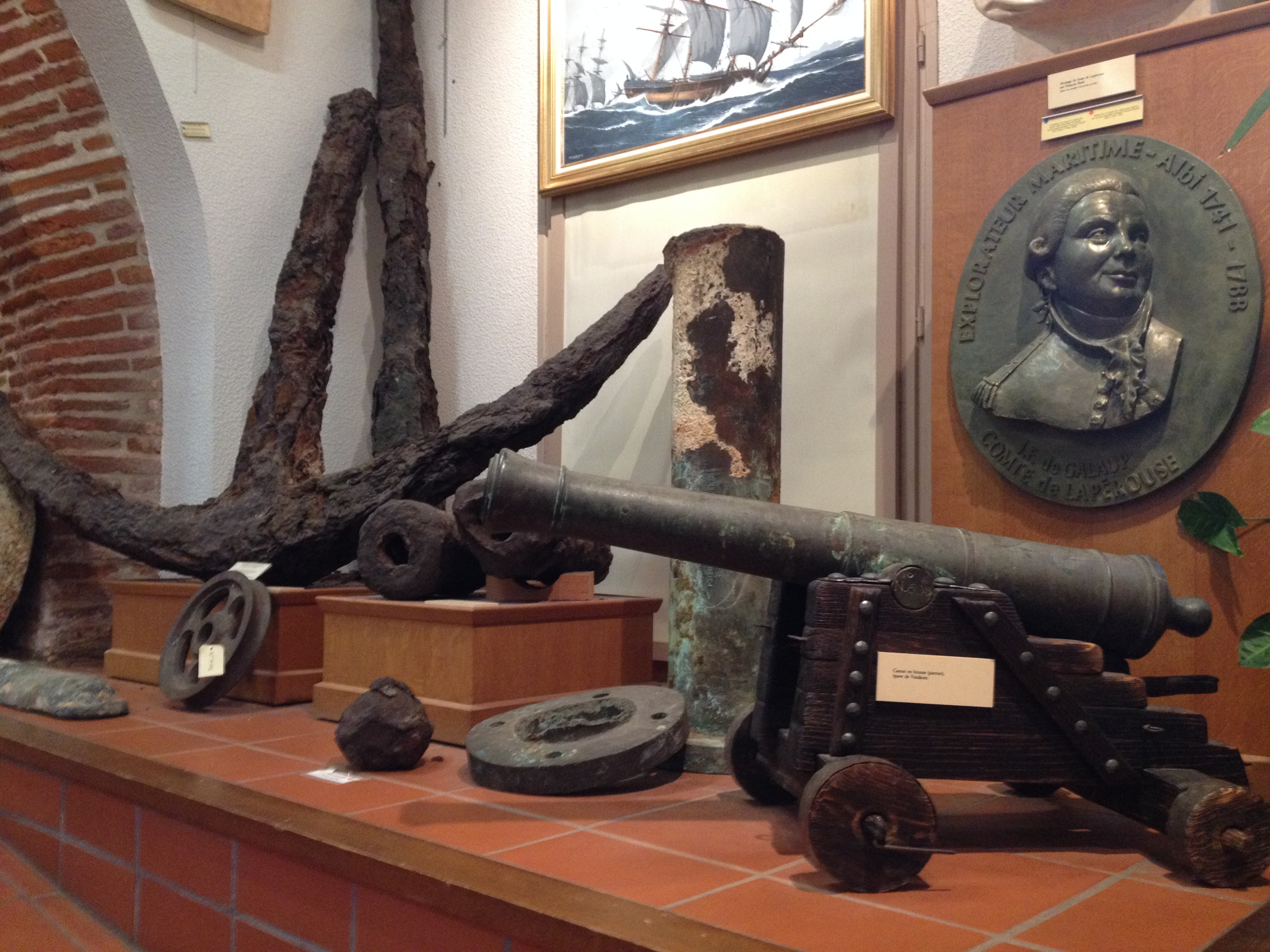
Canon en bronze, ancre, etc.
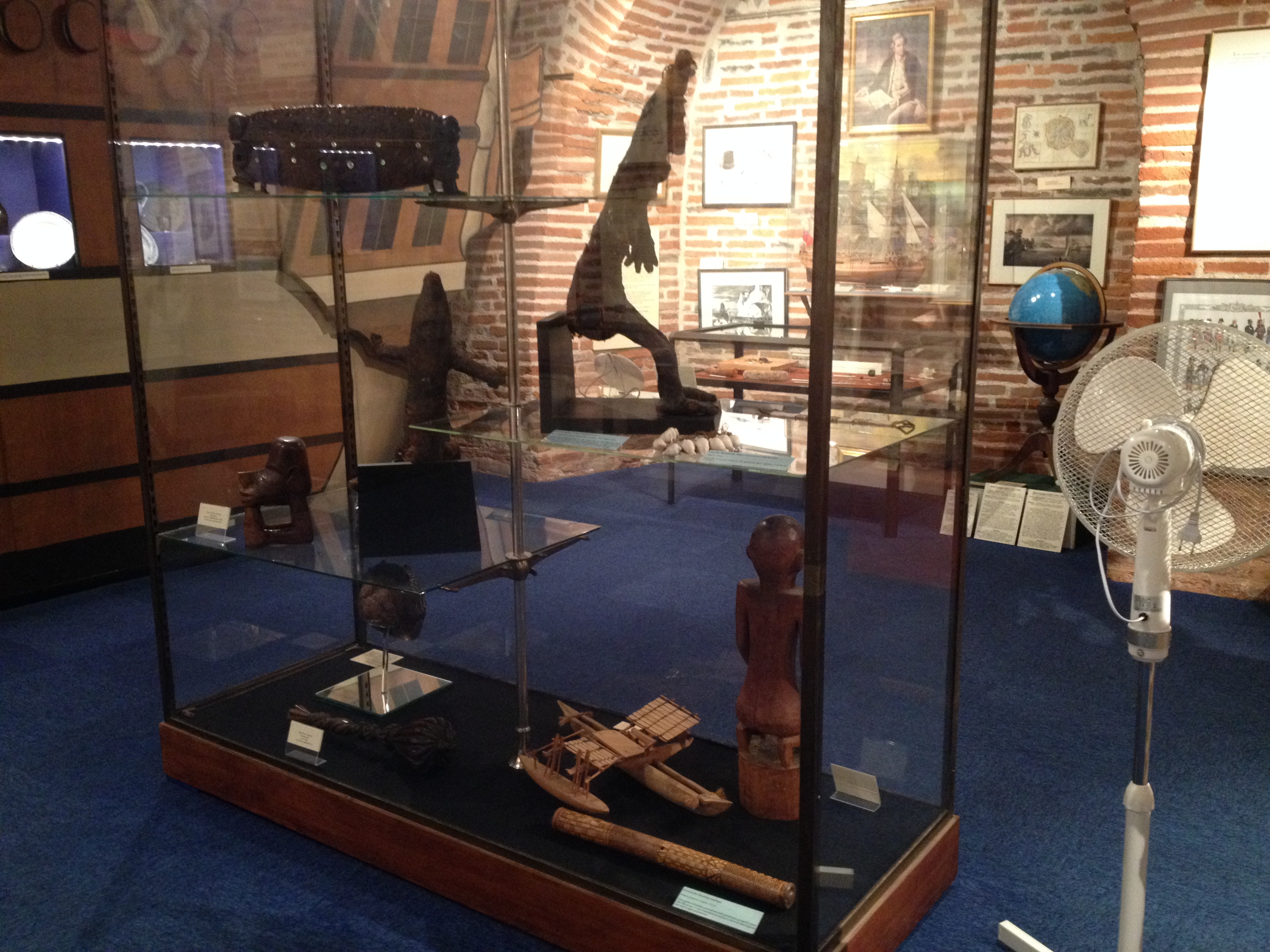
Objets d'art océanien.
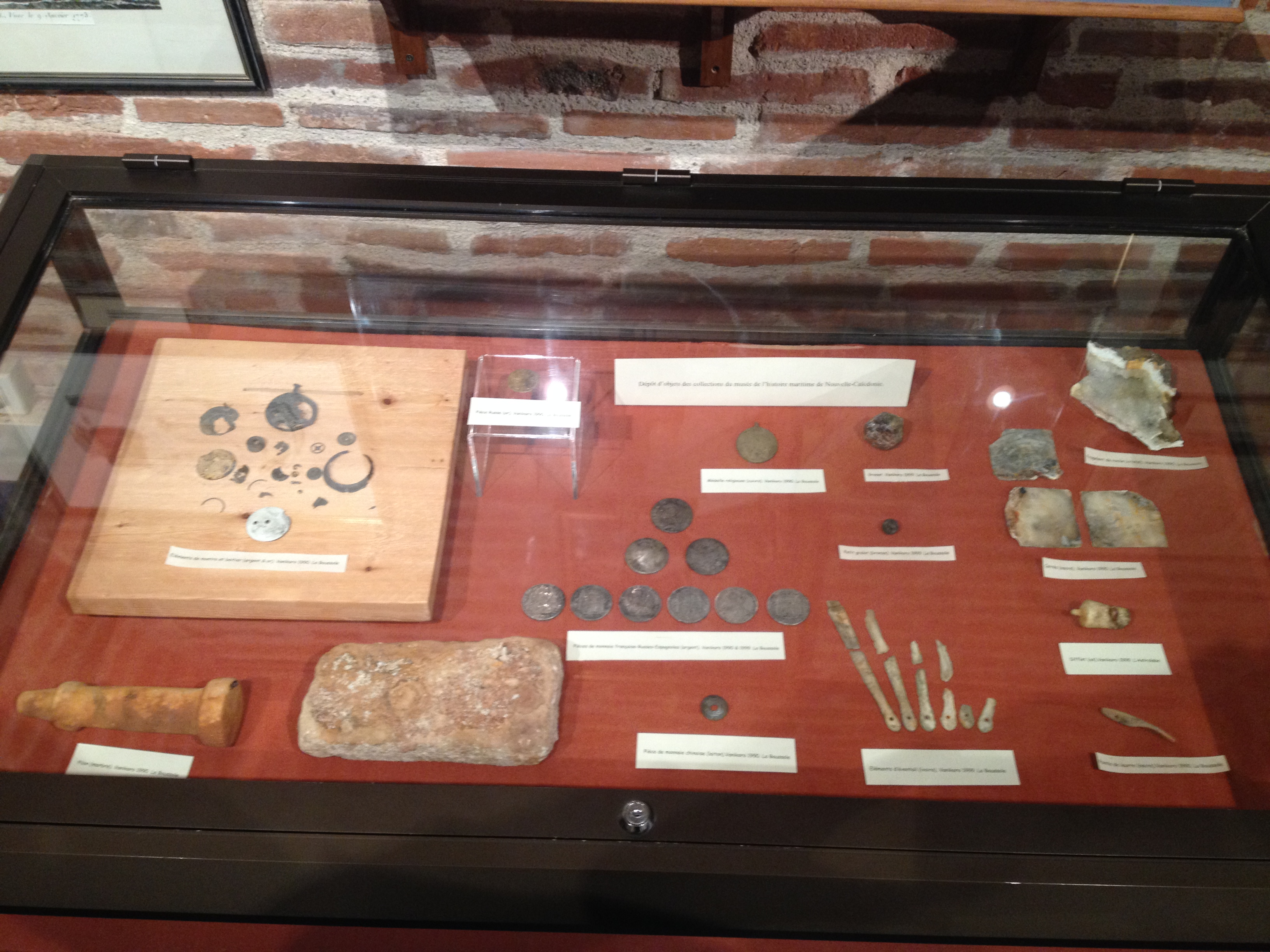
Pièces, minéraux, etc.
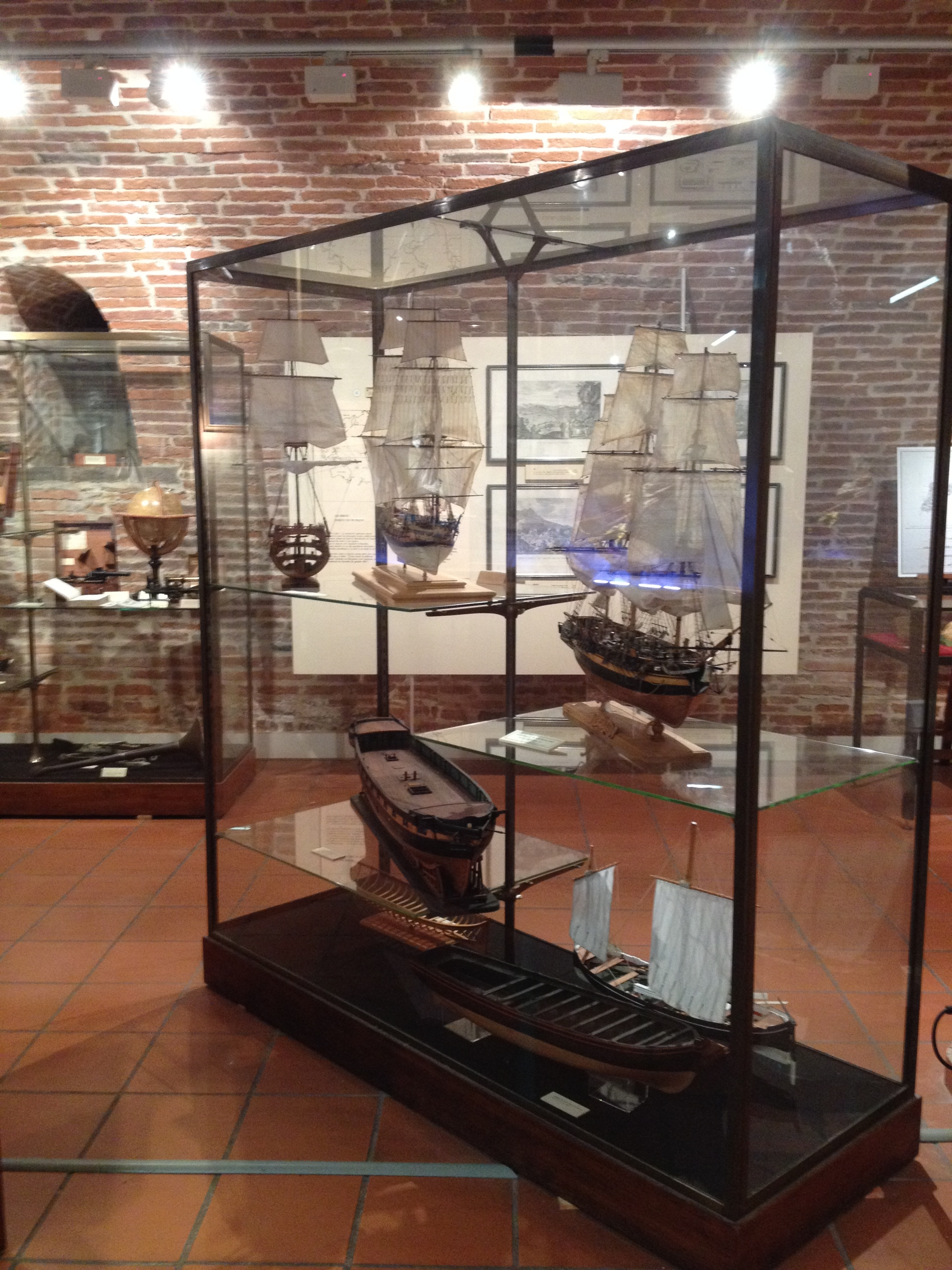
Maquettes (dont l'Astrolabe et l'Hermione).
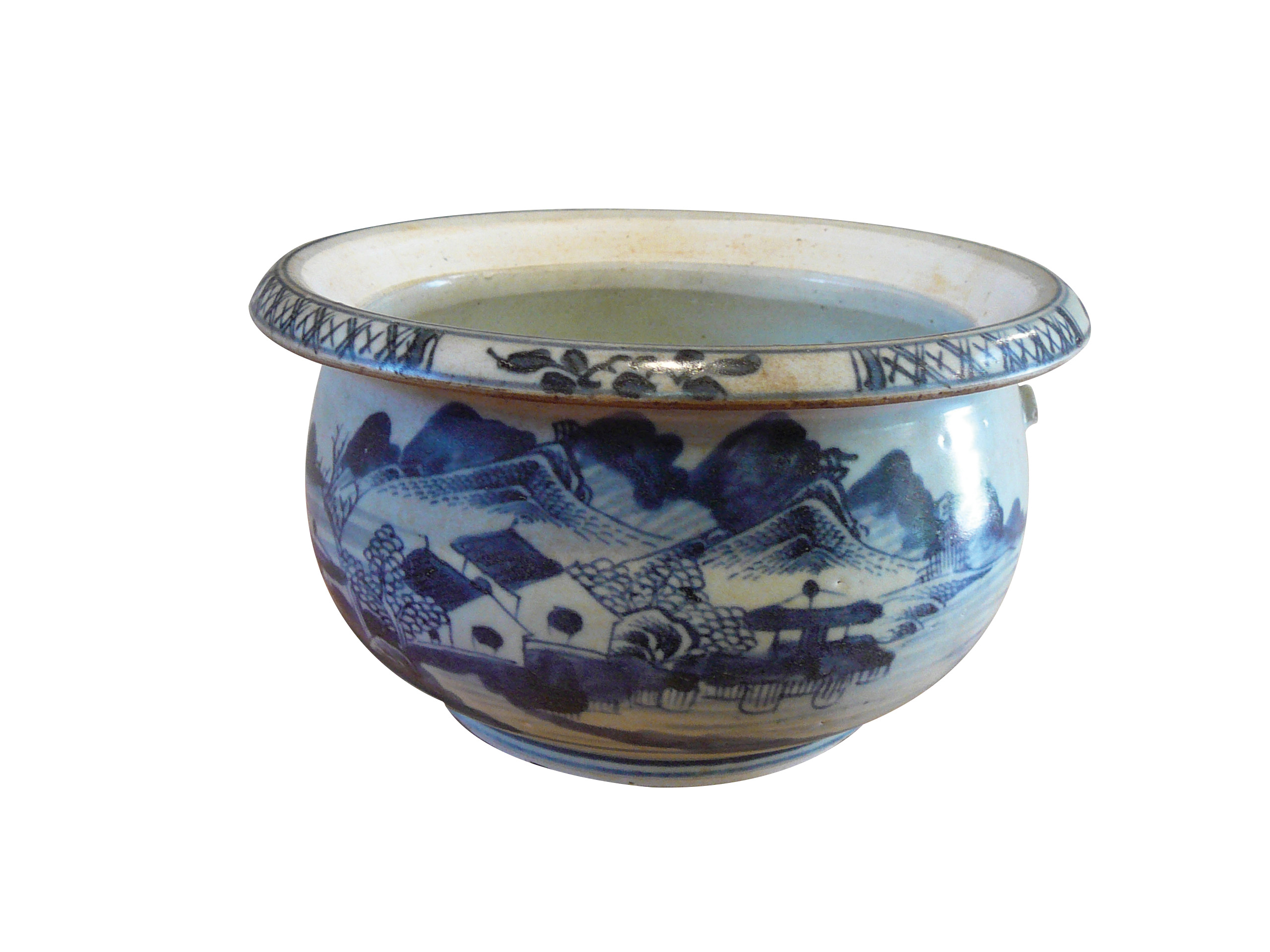
Porcelaine de Nankin (Boussole-Vanikoro).

### Expositions temporaires
Ces expositions, abordant divers sujets scientifiques ou historiques, se sont déroulées à l'intérieur du musée Lapérouse d'Albi.

#### Années 1989-1999[11]
- Lapérouse, son épouse et la révolution française
- Photographies sur Gérone
- Spot 2
- Les peintres officiels de la Marine
- Les navires à travers les siècles
- Les femmes élégantes
- Peintures d’enfants : Où est passé Mr de Lapérouse ?
- Photos « Copies de Toulouse-Lautrec »
- La féerie des automates
- Photos de l’île de Pâques
- Autour de Lapérouse
- Images du monde, images de l’autre
- Jouets d’antan
- Les scientifiques
- Exposition Andine
- Exposition Saint-Jacques-de-Compostelle
- Exposition Fontlabour
- Paroles, dialogues d’artistes
- Mode du XVIIIe siècle
- Les instruments d’harmonie d’autrefois
- Poussières d’étoiles
- Ciné-magie
- Architecture des jardins
- La Verrerie ouvrière d'Albi de 1895 à 1931
- L'exploration maritime et la botanique d'Outre-mer
- Liban, patrie de l’espoir
- La découverte maritime du monde
- Biscayennes et Bateaux basques

#### Années 2000-2009
- Astronomie et navigation maritime[11]
- L’Aveyron et la mer[12]
- Mémoires d’Océanie[12]
- Découverte des peuples océaniens[12]
- Aventures Botaniques[12]
- Les Grands Départs de Brest[12]
- La Mâture des Pyrénées[13]
- Ile de Pâques, relâche de l’expédition Lapérouse[14],[15]
- Les 3 Voyages du Capitaine Cook dans le Pacifique[16]
- Divers tableaux, portraits et armes[17]
- Lapérouse, un nom, un héritage[18]
- La frégate Hermione, de Rochefort en Amérique[18]
- Mer et Exotisme (les peintres de la Marine)[19]
- D’entrecasteaux, à la recherche de Lapérouse[20]

#### Années 2010-2016
- TARA Artic[21]
- Bougainville[22]
- Exposition fluviale sur la batellerie du bassin de Garonne, François Beaudouin[23]
- Des voiles françaises pour l’indépendance américaine[24]
- Les Antilles et les Marines au temps de Lapérouse (du 01/06/14 au 29/06/14)
- Exposition de peintures aborigènes au musée Lapérouse à Albi, 7 au 14 juin 2014[25]
- Hommes de Terre du Tarn du XVI au XXe siècle (du 22/05/15 au 05/07/15)
- L'Océan Indien Français au temps de Lapérouse (du 10/06/16 au 03/07/16)

### Autres activités proposées
- Projets pédagogiques dont visites scolaires guidées et organisées
- Ateliers de découverte pour les enfants de 7 à 11 ans (durant l'été)[26]
- Visites commentées, notamment durant la Nuit européenne des musées[27]
- Accueil de groupes sur rendez-vous
- Conférences sur des sujets scientifiques dans et hors du musée

### Inaugurations dans le monde

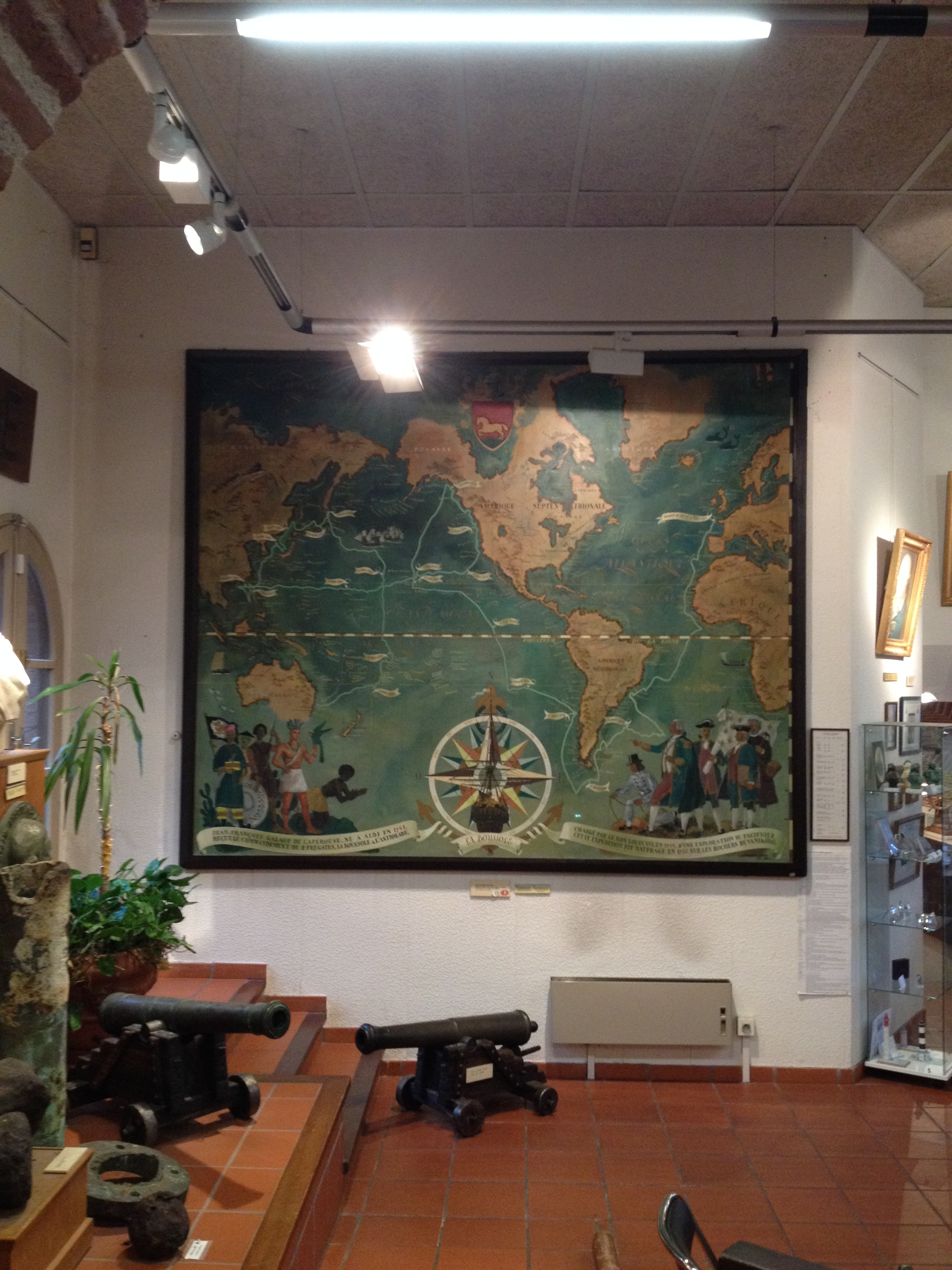
Carte du voyage de Lapérouse.

Des monuments et bas reliefs commémorant le personnage de La Pérouse, ont été inaugurés dans le monde, à des lieux stratégiques, retraçant ainsi le voyage du navigateur. On les retrouve de Brest à Vanikoro, en passant par ou près de la plupart de ses escales (Brésil, Chili, Hawaï, île Maurice, Californie, Japon, Russie, Australie).

#### Monuments dédiés au navigateur
Jusqu'en 2014, seuls 3 monuments ont été édifiés à l'initiative des membres du musée et de l'association Lapérouse d'Albi :
- 2006 : île de Sakhaline (Russie)[29] : Monument dressé conjointement par l'Association Lapérouse Albi-France, représentée par Jacques Bodin, et par les autorités russes. Bas-relief en bronze comme dans le musée d'Albi ;
- 2007 : île d'Hokkaidō (Japon)[30] : Monument dressé à l'initiative de Jacques Bodin et Shunzo Tagami par l'Association Lapérouse Albi-France et la ville de Wakkanaï (Japon) ;
- 2013 : baie De-Kastri (Russie)[31] : Baie portant le nom du patron de Lapérouse, le Marquis de Castries.

#### Bas relief représentant La Pérouse
Ceux-ci ont également offert des bas reliefs en guise de remerciement et d'amitié :
- 2012 : au préfet de l'époque Dário Berger pour la Fondation Culturelle de Florianópolis Franklin Cascaes (Brésil)[32] ;
- 2013 : au Musée Nao Victoria, le musée maritime national de Valparaiso (Chili)[33] ;
- 2014 : au maire de Wakkanai (Japon)[34] et à l'association Lapérouse-Alaska (Alaska)[35] ;
- 2017 : musée océanographie d'Ulleung-do, Corée du Sud.